# Радовичі (Метлика)
Радовичі (словен. Radoviči) — поселення в общині Метлика, регіон Південно-Східна Словенія, Словенія.